# ماري فيلد
ماري فيلد (بالإنجليزية: Mary Field) هي ممثلة أمريكية، ولدت في 10 يونيو 1909 بنيويورك في الولايات المتحدة، وتوفيت في 12 يونيو 1996 في الولايات المتحدة.

## أعمال

### أفلام
- (1939) الشمس لا تغيب
- (1939) عندما يأتي الغد
- (1941) دكتور جيكل ومستر هايد
- (1941) قدم واحدة في الجنة[2][3]
- (1941) كم كان واديي مخضرا
- (1942) جزيرة ويك
- (1943) مرحا فريسكو مرحا
- (1946) أغنية الجنوب[4]
- (1947) معجزة في شارع 34
- (1948) جان دارك
- (1957) وجوه حواء الثلاثة

## وصلات خارجية
- ماري فيلد على موقع IMDb (الإنجليزية)
- ماري فيلد على موقع ألو سيني (الفرنسية)
- ماري فيلد على موقع أول موفي (الإنجليزية)
- ماري فيلد على موقع قاعدة بيانات الأفلام السويدية (السويدية)
- ماري فيلد على موقع قاعدة بيانات الفيلم (الإنجليزية)
- ماري فيلد على موقع كينوبويسك (الروسية)